# Peter Raadsig

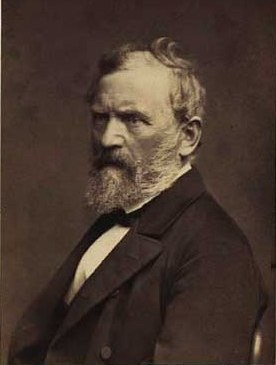
Peter Raadsig.

Johan Peter Raadsig, född 18 oktober 1806 i Köpenhamn, död där 1 juli 1882, var en dansk målare och tecknare.
Han var son till skepparen Søren Christian Raadsig och Ellen Pouline Poulsen. Raadsig studerade vid Det Kongelige Danske Kunstakademi i Köpenhamn samt i München och Rom. Han var en av de första danska konstnärerna som hämtade sina motiv från Skagen och Hornbæk på Jyllands västkust och räknas som en av Skagenmålarna. På Charlottenborgs utställningen i Köpenhamn 1879 visade han upp ett antal verk med motiv från Sverige. Han medverkade i Konstakademiens utställningar i Stockholm ett flertal gånger. Hans konst består av historie-, landskaps- och genremålningar samt religiösa kompositioner.  